# Calochilus holtzei
Calochilus holtzei är en orkidéart som beskrevs av Ferdinand von Mueller. Calochilus holtzei ingår i släktet Calochilus och familjen orkidéer. Inga underarter finns listade i Catalogue of Life.